# Europese kampioenschappen kunstschaatsen 1926
De Europese Kampioenschappen kunstschaatsen 1926 was de 25 editie van het jaarlijks terugkerend evenement dat wordt georganiseerd door de Internationale Schaatsunie. Het werd gehouden in Davos, Zwitserland. Het was de zesde keer dat het kampioenschap in Davos plaatsvond, eerder werden de kampioenschappen van 1899, 1904, 1906, 1922 en 1924 er gehouden.

## Historie
De Duitse en Oostenrijkse schaatsbond, verenigd in de "Deutscher und Österreichischer Eislaufverband", organiseerden zowel het eerste EK Schaatsen voor mannen als het eerste EK Kunstschaatsen voor mannen in 1891 in Hamburg, in toen nog het Duitse Keizerrijk, nog voor het ISU in 1892 werd opgericht. De internationale schaatsbond nam in 1892 de organisatie van het EK kunstschaatsen over. In 1895 werd besloten voortaan het WK kunstschaatsen te organiseren en kwam het EK te vervallen. In 1898, na twee jaar onderbreking, vond toch weer een herstart plaats van het EK kunstschaatsen.
De vrouwen en paren zouden vanaf 1930 jaarlijks om de Europese titel strijden. De ijsdansers streden vanaf 1954 om de Europese titel in het kunstschaatsen.

## Deelname
Er namen acht mannen uit zes landen deel aan dit kampioenschap. België was het elfde land dat op het EK kunstschaatsen werd vertegenwoordigd, Robert Van Zeebroeck was de eerste Belgische deelnemer.
Willy Böckl nam voor de zesde keer deel aan het EK. Voor Georg Gautschi was het zijn vierde deelname. Otto Preissecker, Gunnar Jakobsson en Arthur Vieregg namen voor de derde keer deel. Voor John Page was het zijn tweede deelname. Met Robert van Zeebroeck was Hugo Distler debutant op het EK.
| Oostenrijk (3) België (1) Duitsland (1) | Finland (1) Verenigd Koninkrijk (1) Zwitserland (1) |

## Medaille verdeling
Willy Böckl veroverde zijn vierde Europese titel, ook in 1922, 1923 en 1925 werd hij Europees kampioen, het was zijn zesde medaille, in 1913 en 1914 werd hij derde. Voor Otto Preissecker op plaats twee was het zijn tweede medaille, in 1925 werd hij derde. Georg Gautschi stond voor de eerste keer op het erepodium, het was de eerste medaille voor Zwitserland op het EK Kunstschaatsen.
| Discipline | Goud        | Zilver           | Brons          |
| ---------- | ----------- | ---------------- | -------------- |
| Mannen     | Willy Böckl | Otto Preissecker | Georg Gautschi |

## Uitslagen

### Mannen
| Goud   | Willy Böckl (6)      | Vlag van Oostenrijk          |  |
| Zilver | Otto Preissecker (3) | Vlag van Oostenrijk          |  |
| Brons  | Georg Gautschi (4)   | Vlag van Zwitserland         |  |
| 4      | John Page (2)        | Vlag van Verenigd Koninkrijk |  |
| 5      | Gunnar Jakobsson (3) | Vlag van Finland (1918-1978) |  |
| 6      | Robert Van Zeebroeck | Vlag van België              |  |
| 7      | Hugo Distler         | Vlag van Oostenrijk          |  |
| 8      | Arthur Vieregg (3)   | Vlag van Duitsland           |  |

Medaillewinnaars

Mannen · 
Vrouwen ·
Paren · 
IJsdansen

Toernooi

1891 · 
1892 · 
1893 · 
1894 · 
1895 · 
1896-1897 · 
1898 · 
1899 · 
1900 · 
1901 · 
1902-1903 · 
1904 · 
1905 · 
1906 · 
1907 · 
1908 · 
1909 · 
1910 · 
1911 · 
1912 · 
1913 · 
1914 · 
1915-1921 · 
1922 · 
1923 · 
1924 · 
1925 · 
1926 · 
1927 · 
1928 · 
1929 · 
1930 · 
1931 · 
1932 · 
1933 · 
1934 · 
1935 · 
1936 · 
1937 · 
1938 · 
1939 ·
1940-1946 · 
1947 · 
1948 · 
1949 · 
1950 · 
1951 · 
1952 · 
1953 · 
1954 · 
1955 · 
1956 · 
1957 · 
1958 · 
1959 · 
1960 · 
1961 · 
1962 · 
1963 · 
1964 · 
1965 · 
1966 · 
1967 · 
1968 · 
1969 · 
1970 · 
1971 · 
1972 · 
1973 · 
1974 · 
1975 · 
1976 · 
1977 · 
1978 · 
1979 · 
1980 · 
1981 · 
1982 · 
1983 · 
1984 · 
1985 · 
1986 · 
1987 · 
1988 · 
1989 · 
1990 · 
1991 · 
1992 · 
1993 · 
1994 · 
1995 ·
1996 · 
1997 · 
1998 · 
1999 · 
2000 · 
2001 · 
2002 · 
2003 · 
2004 · 
2005 · 
2006 ·
2007 ·
2008 ·
2009 ·
2010 ·
2011 ·
2012 ·
2013 ·
2014 ·
2015 ·
2016 ·
2017 ·
2018 ·
2019 ·
2020 ·
2021 · 
2022 · 
2023 · 
2024 · 
2025

WK kunstschaatsen ·
WK kunstschaatsen junioren ·
Viercontinentenkampioenschap ·
Olympische Spelen